# The Ansonia
L'Ansonia (The Ansonia) è un noto edificio residenziale di New York, situato nell'esclusivo contesto dell'Upper West Side di Manhattan.
Costruito alla fine dell'Ottocento, è stato per alcuni anni il più grande e lussuoso hotel della città, nonché uno dei più grandi al mondo, particolarmente apprezzato dalle celebrità dell'ambito operistico come Enrico Caruso, Arturo Toscanini e Tullio Serafin.
L'edificio originariamente fu noto anche per la sua stravagante fattoria sul tetto voluta dal proprietario dell'hotel che di questa inusuale caratteristica ne andò talmente fiero da garantire ai residenti dell'hotel uova e latte gratuitamente, sostenendo utopisticamente la sua teoria che voleva fare dell'Ansonia una struttura autosufficiente dal punto di vista alimentare.

## Storia
Fortemente voluto dall'industriale del rame William Earl Dodge Stokes per rivaleggiare con il vicino Dakota, l'edificio fu commissionato all'architetto francese Paul Emile Duboy, con l'intento di realizzare il più grande e prestigioso hotel di New York. Costruito tra il 1899 e il 1904 per una spesa complessiva di oltre tre milioni di dollari, il palazzo apparve da subito un sontuoso esempio di architettura Beaux Art, tuttavia il committente volle arricchire ulteriormente l'edificio commissionando allo scultore statunitense Martin Shepard l'intero apparato decorativo.

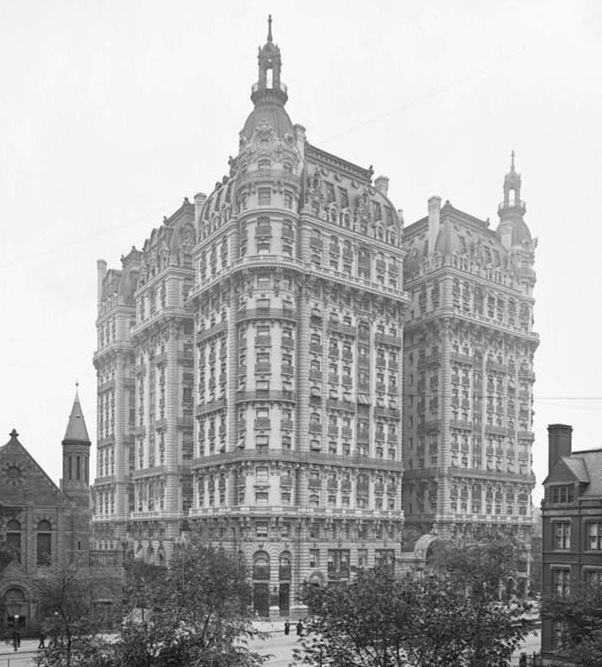
Un'immagine dellHotel Ansonia nel 1905

Inaugurato nel 1904 l'Ansonia Hotel divenne presto meta dell'alta borghesia e di celebri personaggi della musica come Enrico Caruso, Arturo Toscanini, Sergei Rachmaninoff, Tullio Serafin, Gustav Mahler e Igor Strawinski che ne apprezzarono l'eleganza, la vicinanza alla Metropolitan Opera House e la tranquillità della zona, allora ancora distante dalla frenesia del centro di Manhattan.

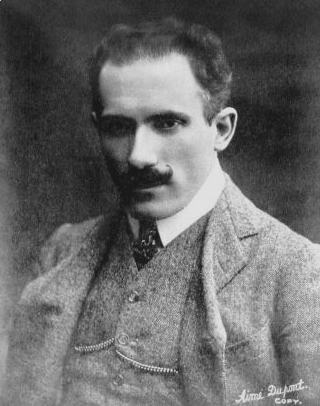
Tra i più celebri ospiti dellAnsonia vi fu Arturo Toscanini, qui ritratto in una fotografia del 1908

L'Ansonia fu celebre anche per una sua particolarità, frutto dell'eccentrica personalità del suo proprietario William E. Dodge Stokes, che fece realizzare un giardino pensile con annessa fattoria sul grande terrazzo posto sul tetto dell'edificio. Di questa inusuale caratteristica Stokes ne andò talmente fiero da garantire ai residenti dell'hotel uova e latte gratuitamente, sostenendo utopisticamente la sua teoria che voleva fare dell'Ansonia una struttura autosufficiente dal punto di vista alimentare; tuttavia nel 1907 il Dipartimento della Salute di New York impose la chiusura della fattoria domestica per motivi di igiene e di sicurezza.
Con l'avvento della grande depressione del 1929 l'hotel assistette ad un primo declino in favore dell'ormai celebre Hotel Plaza e, durante gli anni della seconda guerra mondiale, l'edificio fu anche privato di tutte le cornici in rame per contribuire alla produzione dell'industria bellica.
Nel 1945 l'erede di Stokes vendette l'Ansonia a Samuel Broxmeyer, che però si rivelò un pessimo amministratore e fu addirittura incarcerato per frode fiscale. L'hotel fu dunque messo all'asta e acquistato da un certo Jake Starr che tuttavia, apprese le reali condizioni di degrado dell'edificio e gli ingenti costi di ripristino, lo lasciò abbandonato a se stesso.
Alla metà degli anni cinquanta le condizioni dell'edificio erano degradate a tal punto da rischiare di essere demolito e a salvarlo da questo destino fu soltanto una petizione sottoscritta da circa 25.000 residenti della zona, presentata al sindaco John V. Lindsay. L'edificio, dopo essere stato nuovamente acquistato da un gruppo immobiliare, venne ristrutturato e convertito ad un uso prettamente residenziale.
Negli anni sessanta l'Ansonia tornò ad essere famoso per ospitare il Continental Baths, un noto locale della vita gay newyorchese comprensivo di ristorante, sala da ballo, sauna e piscina. Aperto nel 1968 da Steve Ostrow, il Continental divenne consueto luogo di esibizione di numerosi artisti della scena americana tra cui la celebre cantante Bette Midler e meta abituale di celebrità dello spettacolo come Rudolf Nurejev, Elton John, David Bowie, Diana Ross, Mick Jagger, Cher e numerosi altri.
In seguito alla chiusura del Continental Baths avvenuta nel 1977, i suoi locali ai piani bassi dell'edificio ospitarono il discusso sex club Plato's Retreat, chiuso definitivamente alla fine del 1980 da un'ordinanza del sindaco Ed Koch. Nello stesso anno l'edificio entrò a far parte del National Historic Landmark.
Nel 1992 l'edificio fu sottoposto ad un attento restauro conservativo e nuovamente ristrutturato per trasformarlo in condominio di lusso, valorizzando i pregevoli dettagli architettonici.

## Descrizione

### L'esterno

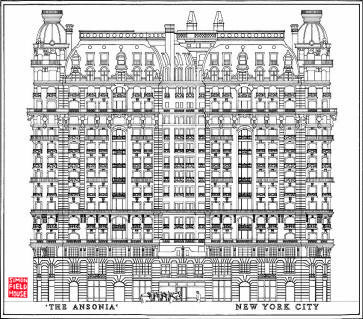
Il prospetto dell'edificio affacciato su Broadway

L'edificio, a pianta trapezoidale, si innalza per 18 piani in corrispondenza dell'incrocio tra Broadway e Amsterdam Street, a soli tre isolati da Central Park.
Caratterizzato dallo stile francese Beaux Art, l'edificio si distingue per l'alto tetto mansardato e il suo ricchissimo apparato decorativo realizzato in litocemento che si fonde armoniosamente con il tripudio cornici, capitelli, rilievi e bugnati ripetuti sistematicamente in tutte le facciate. L'andamento dei prospetti appare piuttosto movimentato e scandito da rientranze che formano dei cortili interni, mentre il prospetto affacciato sulla 73ª strada presenta anche un portico con archi ribassati che originariamente era utilizzato per il transito delle carrozze in modo da garantire un accesso alternativo all'albergo al riparo dalle intemperie. Addossate ai due angoli del prospetto affacciato su Broadway svettano due grandi torri che culminano ciascuna con una cupola in stile eclettico e un'altra cupola realizzata in vetro e metallo sovrasta il vano scale principale. Queste peculiarità lo rendono un immobile alquanto apprezzato e insolito nel moderno contesto architettonico di New York.
Per l'epoca in cui fu realizzato l'edificio vantò alcune soluzioni d'avanguardia, come la struttura portante in acciaio tipica dei grattacieli, svariati ascensori e montacarichi, un capillare sistema di posta pneumatica e un altrettanto esteso sistema di aria condizionata, che lo annoverò come primo hotel della città ad essere dotato di un tale impianto.

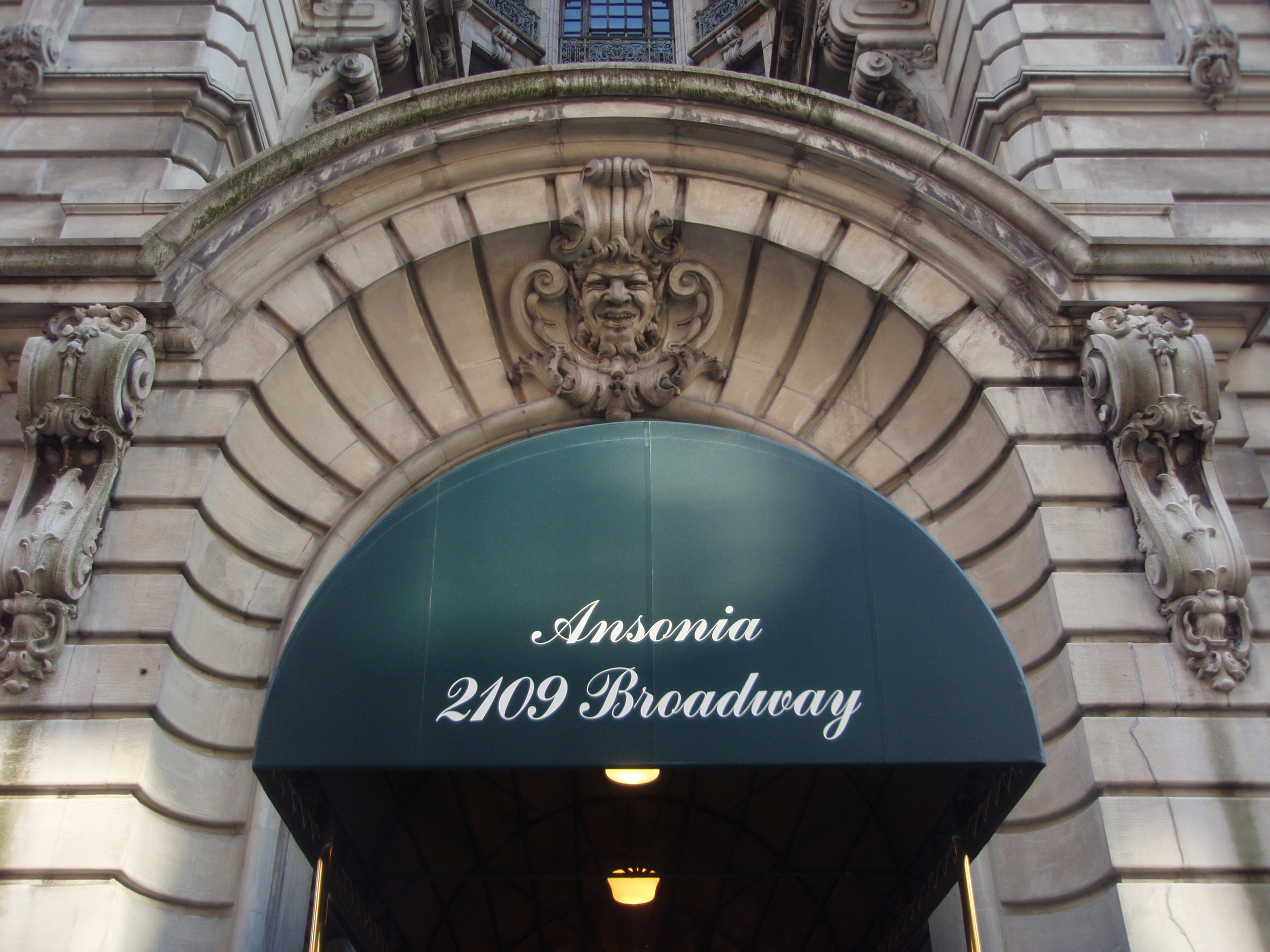
L'ingresso principale

Tuttavia la vera particolarità dell'edificio fu la realizzazione dell'ampio giardino sul tetto pensile dell'edificio con tanto di piscine e, in una zona più appartata, la fattoria commissionata appositamente da Stokes, con appositi vani destinati ad ospitare le oltre 500 galline, numerose anatre, alcune vacche e addirittura un orso addomesticato; essi venivano trasportati fino in cima mediante uno speciale montacarichi per il bestiame.

### Gli interni
Originariamente gli interni erano costituiti da grandi saloni arredati in stile Luigi XIV, ricchi di marmi e rivestimenti in legno pregiato. Vi erano poi due ristoranti da 550 posti ciascuno, sale da ballo e la più grande piscina coperta del mondo, mentre porte e corridoi erano sufficientemente larghi da consentire il passaggio dei pianoforti a coda che arredavano le sale e molti degli appartamenti. Con le sue 400 suites residenziali e le 1.218 camere, l'Ansonia fu il più grande hotel di New York.
L'ultima ristrutturazione del 1992 ha trasformato l'edificio in condominio di lusso, contando complessivamente 462 appartamenti; dal 2007 alcuni di questi sono stati ampliati unendo più proprietà insieme e portando il numero complessivo a 390 unità abitative, tutte differenti tra loro. 
I piani bassi dell'edificio sono destinati ad attività commerciali, uffici e a locali di servizio ad uso del condominio; gran parte di essi conservano ancora le vetrate originali in stile Art Nouveau.

## L'edificio nella cultura di massa

### Cinema
L'edificio fu l'ambientazione per le riprese cinematografiche dei seguenti film: 
- Don't say a word (2001)
- La mia super ex-ragazza (2006)
- Perfect stranger (2007)[15]

### Televisione
- 666 Park Avenue (2012)[16]

## Residenti illustri
L'edificio nel corso del Novecento fu residenza abituale di numerosi personaggi della musica, dello spettacolo e della cultura tra cui:
- Isaac Bashevitz Singer, scrittore e Premio Nobel
- Enrico Caruso, tenore
- Tony Curtis, attore
- Jack Dempsey, pugile
- Plácido Domingo, tenore
- Theodore Dreiser, scrittore
- Chick Gandil, pianista
- Angelina Jolie, attrice
- Gustav Mahler, musicista
- Eric McCormack, attore
- Lily Pons, soprano
- Sergei Rachmaninoff, musicista
- Babe Ruth, giocatore di baseball
- Igor Strawinski, musicista
- Arturo Toscanini, compositore e direttore di orchestra
- Koos Van Den Akker, stilista
- Tullio Serafin, direttore d'orchestra